# 林偉文 (自由黨)
林偉文（英語：Anson Lam Wai-Man，1984年—），生於香港，現任香港灣仔區議會地區委員會界別議員、自由黨青年團的主席，以及擔任公司董事，曾任灣仔區議會副主席。